# Lobio (comida)

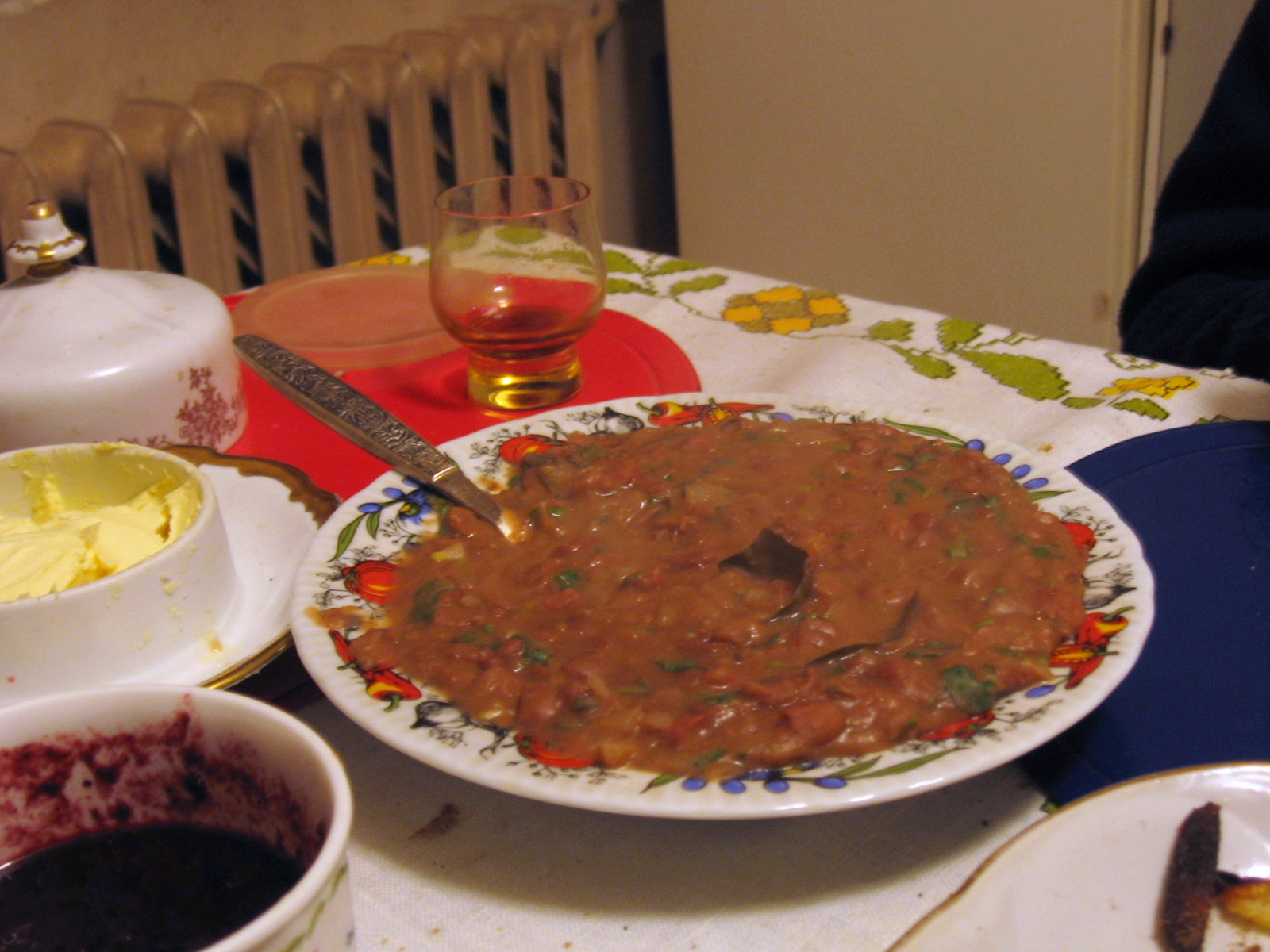
Plato servido de Lovio.

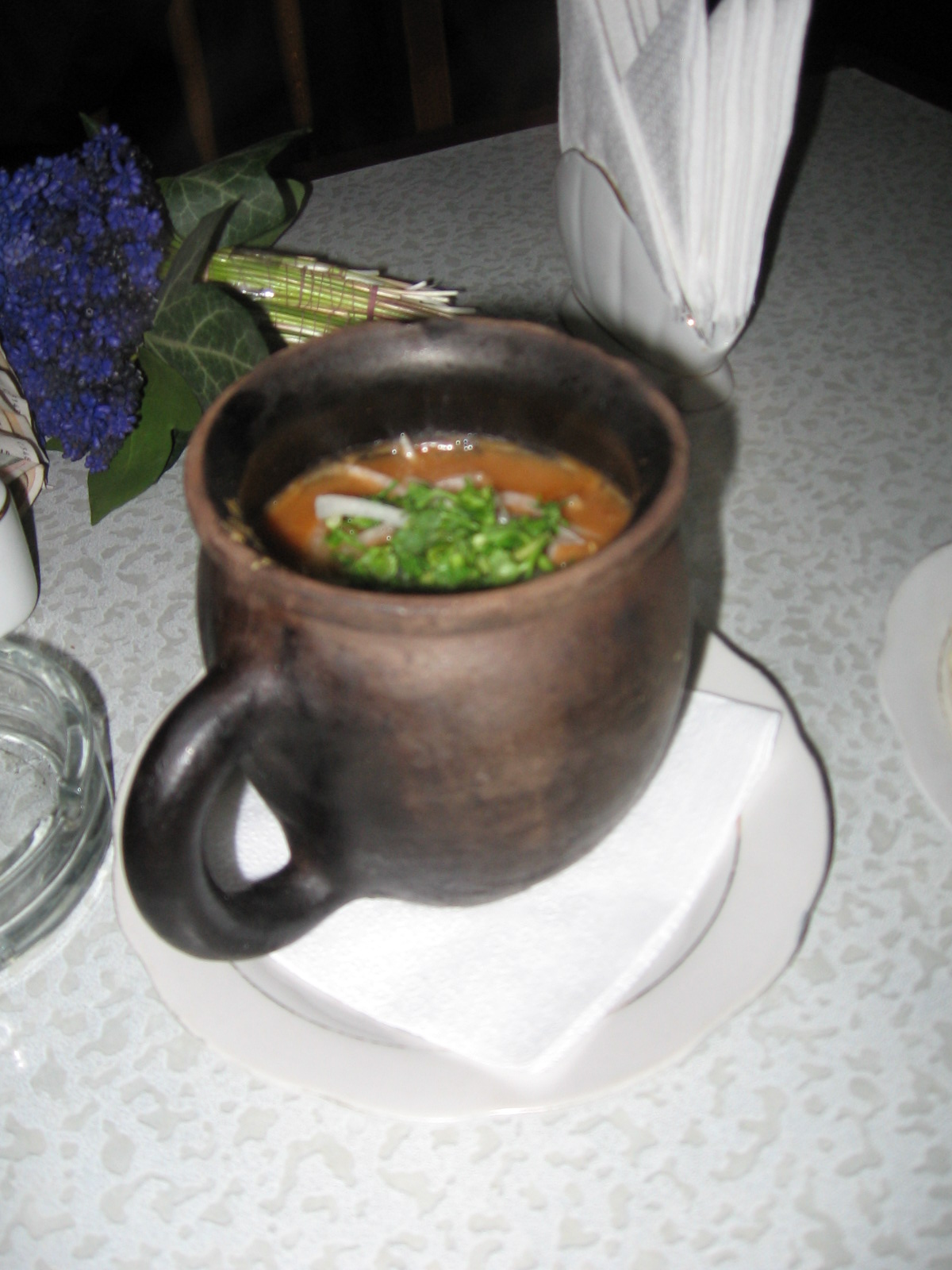
Pote de Lobio.

El Lobio (denominado también Mjave Lobio) es un plato cuyo origen se establece en el Cáucaso (concretamente en Georgia). Se elabora fundamentalmente con tres ingredientes: judías, tomates y cebollas. El Lobio se ha extendido sobre Georgia a otras zonas meridionales de Rusia (a menudo se hace referencia al Lobio con otros nombres o diferentes dialectos).

## Características
Como muchos platos georgianos el Lobio es picante, aunque no necesariamente muy picante. Una de las recetas tradicionales del lobio no emplea chiles para que sea picante sino que incluye pimienta negra. Mientras que existen muchas formas de elaborar el lobio, una de las más primitivas es mediante cazuela de barro. Se emplean judías de tipo red kidney que son puestas a remojar noche antes para que se ablanden. Al siguiente día las judías se ponen en un pote de barro al fuego para que se vayan preparando lentamente. En un momento apropiado se le incluye la carne y otras verduras a la cocción. 
El lobio cocinado se debería servir de forma tradicional en una cazuela de barro, junto con un pan plano. De esta forma el lobio posee las características de los platos de antaño que poseen como ingredientes básicos las legumbres, a las que se añade durante su cocinado cualquiera de los elementos de la cocina que estén disponibles para el cocinero/a en ese momento en la cocina.